# Valleruela de Pedraza
Valleruela de Pedraza er en by og kommune i det centrale Spanien i provinsen Segovia. Den har et indbyggertal på 65 (2024) indbyggere.